# ستيفن كارسون
ستيفن كارسون (بالإنجليزية: Stephen Carson)‏ (6 أكتوبر 1980 في المملكة المتحدة - ) هو لاعب كرة قدم أيرلندي شمالي في مركز الوسط. شارك مع منتخب أيرلندا الشمالية تحت 21 سنة لكرة القدم ومنتخب أيرلندا الشمالية لكرة القدم. أما مع النوادي، فقد لعب مع دندي يونايتد وغلينتوران ونادي بارنسلي ونادي رينجرز ونادي كوليرين ونادي هارتلبول يونايتد.

## وصلات خارجية
- ستيفن كارسون على موقع ناشيونال فوتبول تيمز (الإنجليزية)
- ستيفن كارسون على موقع Soccerbase.com (لاعب) (الإنجليزية)
- ستيفن كارسون على موقع Soccerway.com (الإنجليزية)